# 包圭
包圭（1226年—1275年），字元潔，號執如，晋陵（今常州武進）人。
包拯的九世孙。德祐元年（1275年）三月，元軍伯顏兵圍常州，姚訔以包圭為武進知縣，十一月城破，姚訔自焚死。包圭在化龙巷被执，叱骂元軍，被殺。安葬于横山桥。